# Desde mi celda
Desde mi celda o Cartas desde mi celda es una colección epistolar escrita por Gustavo Adolfo Bécquer y publicada en el diario madrileño El Contemporáneo a lo largo de 1864.

## Veruela

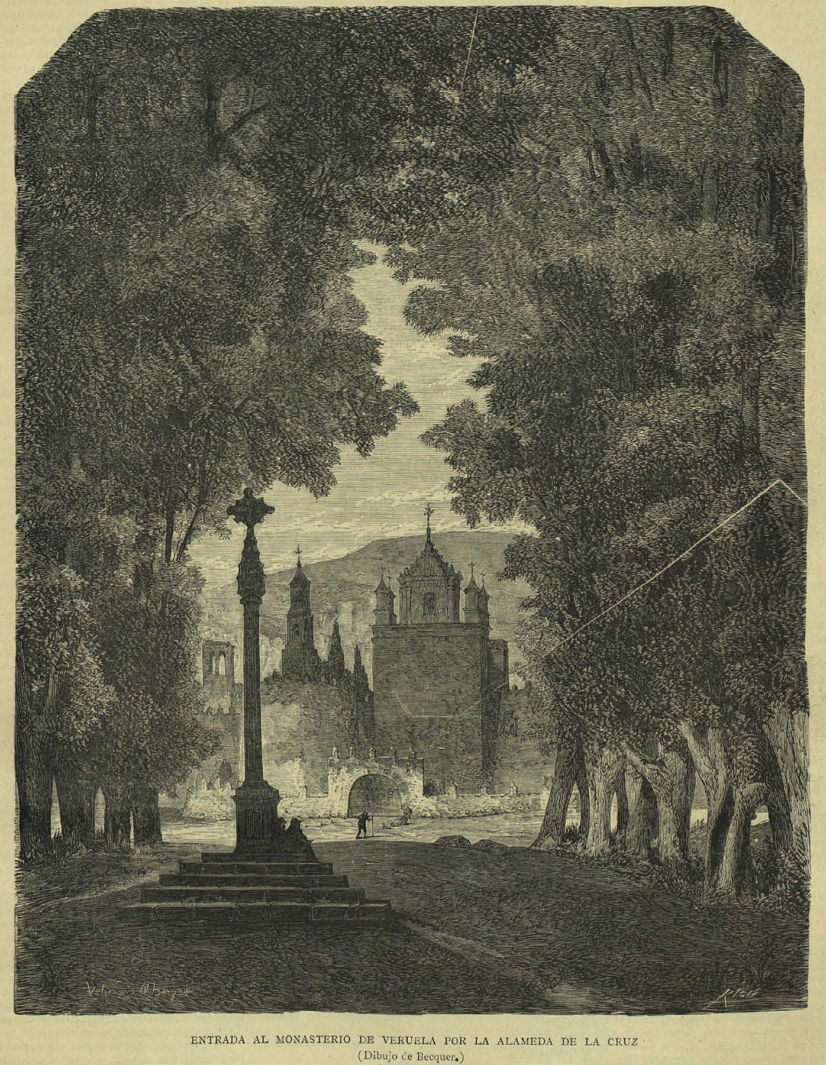
Entrada al monasterio de Veruela por la Alameda de la Cruz, por Valeriano Domínguez Bécquer (grabado de Bernardo Rico).

A finales de diciembre de 1863, Gustavo Adolfo y su hermano Valeriano partieron para la sierra del Moncayo con intención de instalarse en el monasterio de Veruela (desalojado en 1835 por efecto del proceso de la desamortización española a lo largo del siglo xix). Los hermanos habían ‘descubierto’ el romántico paraje por los relatos de su común amigo Augusto Ferrán y, seducidos por el relato de su entorno y por el clima seco y frío indicado para la enfermedad del poeta, decidieron instalarse en la hospedería habilitada en las ruinas de la abadía por una junta de conservación formada por vecinos de Borja y Tarazona. El propio poeta describirá así el lugar:

Figúrese usted una iglesia tan grande y tan imponente como la más imponente y más grande de nuestras catedrales. En un rincón, sobre un magnífico pedestal labrado de figuras caprichosas, y formando el más extraño contraste, una pequeña jofaina de loza, de la más basta de Valencia, hace las veces de pila para el agua bendita; de las robustas bóvedas cuelgan aún las cadenas de metal que sostuvieron las lámparas, que ya han desaparecido; en los pilares se ven las estacas y las anillas de hierro de que pendían las colgaduras de terciopelo franjado de oro, de las que sólo queda la memoria; entre dos arcos existe todavía el hueco que ocupaba el órgano; no hay vidrios en las ojivas que dan paso a la luz; no hay altares en las capillas; el coro está hecho pedazos; el aire, que penetra sin dificultad por todas partes, gime por los ángulos del templo, y los pasos resuenan de un modo tan particular, que parece que se anda por el interior de una inmensa tumba. Tal es el efecto que produce la iglesia del monasterio cuando por primera vez se traspasan sus umbrales.

Bécquer permaneció en Veruela durante el invierno de 1864 y parte de la primavera; en abril volvió a Madrid e hizo entrega de algunas cartas y al menos una leyenda (La rosa de pasión) que fueron apareciendo en El Contemporáneo entre mayo y julio de aquel año, periodo que el poeta pasa de nuevo en Veruela en compañía de Casta Esteban y los hijos de ambos.

## Las cartas
En tanto Valeriano comienza los bocetos que llenarían su carpeta Expedición de Veruela 1863 (a partir del 30 de diciembre de ese año) y que en su mayoría realizó a lo largo de 1864, Gustavo Adolfo se comprometía con El Contemporáneo para enviar una serie de cartas que con el título genérico Desde mi celda irían apareciendo en dicha publicación entre mayo y octubre de 1864. Ocho de ellas escritas en el monasterio, y la última, escrita ya en Madrid. El biógrafo y poeta sevillano Rafael Montesinos destaca la carta tercera, en la que Bécquer rememora y describe su infancia sevillana, aunque las más populares serían las más cercanas al estilo de las Leyendas, como la que describe la lapidación y espeluznante muerte de la tía Casca, acusada de brujería, o el relato fantasmagórico de la construcción del castillo de Trasmoz en una sola noche.
El contenido de cada una de las cartas es el siguiente:
- Carta primera, cuenta el viaje desde Madrid al Monasterio de Veruela.
- Carta segunda, Bécquer rememora su vida en Madrid.
- Carta tercera, reflexiona sobre la vida y la muerte.
- Carta Cuarta, describe tradiciones de Tarazona.
- Carta Quinta, describe las mujeres de Añon.
- Carta Sexta, cuenta el asesinato de una bruja de la zona
- Carta Séptima, cuenta la leyenda del Castillo de Trasmoz
- Carta Octava, cuenta el origen de la brujería en Trasmoz
- Carta Novena, explica los orígenes del Monasterio de Veruela.